# Aniruddha (nieto de Krisná)
Si desea consultar acerca de otros personajes con este nombre, consulte el artículo Aniruddha (desambiguación).

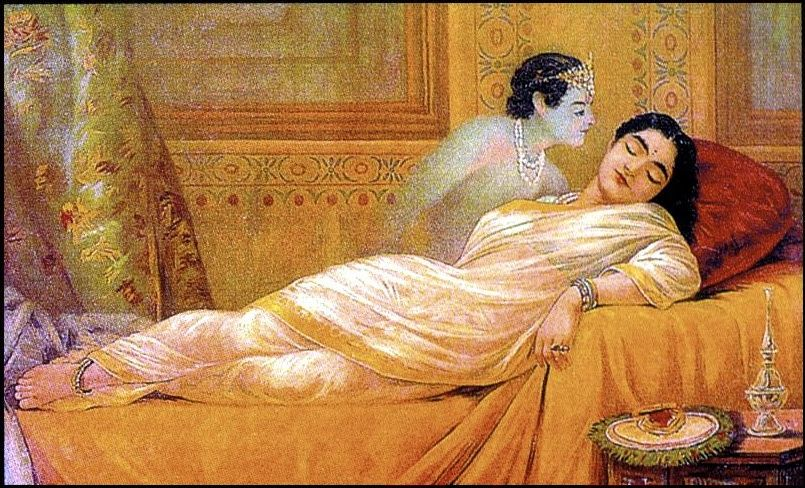
Ushá sueña con el joven púber Aniruddha; óleo de Raya Ravi Varma (1848-1906).

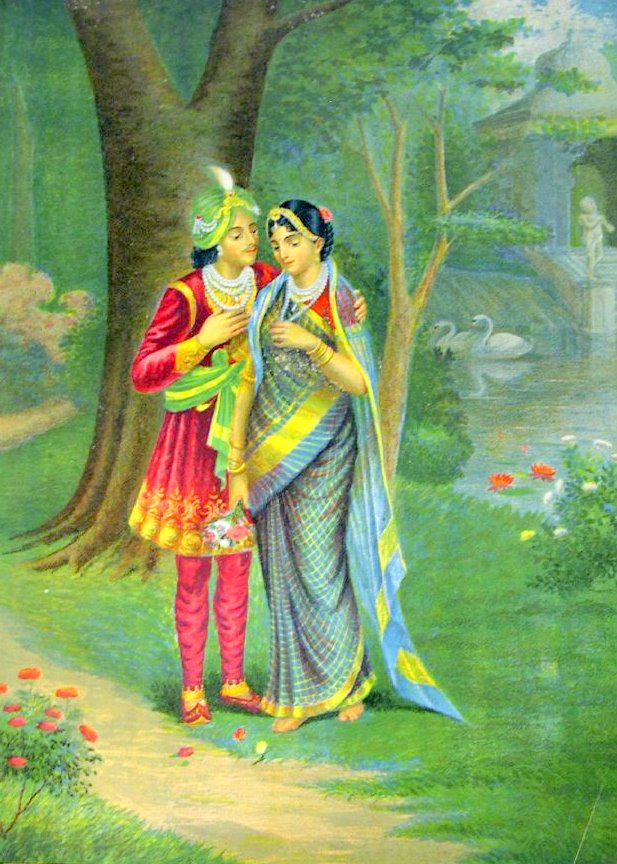
Anirudha y Ushá en una escena de bosque influenciada por el arte europeo. Calcuta, 1895. Actualmente en poder del Museo Británico.

En el marco de la mitología hindú, Aniruddha era un hijo del príncipe Pradiumna, y por lo tanto era nieto del rey-dios Krishná.

## Nombre sánscrito
- aniruddha, en el sistema AITS (alfabeto internacional de transliteración sánscrita).
- अनिरुद्ध, en letra devanagari.

## Etimología
Según el sanscritólogo británico Monier Monier-Williams, Aniruddha significa:
- sin obstrucción, ingobernable, incontrolable
- espía, emisario secreto
- soga para atar ganado.

## Leyenda de Aniruddha (nieto de Krishná)
Siglos antes de la época del Majábharata (el texto donde aparece por primera vez esta historia, en el siglo III a. C. aproximadamente), la apsará (ninfa) Tilottama estaba enamorada de Sushi (hijo del gran devoto Ravi).
En una ocasión, ambos tuvieron relaciones sexuales en un bosque. No sabían que en ese mismo sitio estaba meditando el malvado sabio Durvasa Muni, tan profundamente que había quedado cubierto por un hormiguero.
El sabio vio perturbada su meditación por los gemidos y gritos de la pareja, y despertó lleno de ira.
En el hinduismo se considera que las mujeres son nueve veces más lujuriosas que los varones, y siempre son las culpables de despertar la lujuria en un varón.
Entonces Durvasa maldijo a la hermosa apsará a nacer en la raza de los daitias.
En su siguiente vida, Tilótama nació como la princesa daitia llamada Ushá, hija del asura Bana.
En una ocasión, la joven Ushá soñó con un joven de aspecto infantil y se enamoró de él. Al despertar hizo que un artista dibujara un identikit aproximado. Envió mensajeros a buscar al sujeto dibujado. Al volver, todos los mensajeros habían encontrado a alguien igual al dibujo. Ushá eligió al mejor prospecto: el príncipe Aniruddha. Con sus artes mágicas (los indios creían que los daitias poseían poderes mentales) lo atrajo hasta la ciudad de Sonita Pura (actual Tezpur) y lo introdujo secretamente en sus apartamentos en la casa de su padre, Bana.
Al enterarse, Bana envió a algunos guardias a atrapar a Aniruddha, pero el joven con una maza de acero los mató.
Bana entonces utilizó sus poderes mágicos para atraparlo.
Al descubrir que Aniruddha había sido raptado, el rey Krisná, su hermano Balaram, y su hijo Pradiumna (padre de Aniruddha) fueron a rescatarlo.
Banasura era un gran devoto del dios Shivá y tenía mil brazos.
Años atrás, cegado por su orgullo, le había pedido a Shivá que le diera la oportunidad de pelear contra alguien fuerte como él.
Shivá lo maldijo entonces a ser derrotado por un guerrero poderoso.
La lucha entre Bana y Krisná fue terrible.
Finalmente Krisná lo venció. Cuando estaba a punto de matar a Banasura, Shivá intervino y le pidió a Krisná que no lo matara.
Bana fue derrotado pero salvó su vida gracias a Shivá.
Aniruddha fue devuelto a su hogar en Dwaraka, llevando a Ushá como su esposa.
Aniruddha también recibe los nombres de Ushápati (señor de Ushá) y Jhashanka.
Tuvieron un hijo llamado Vashra, que fue el único Yádava sobreviviente cuando todos los miles de miembros de descendientes de Krisná se alcoholizaron, pelearon entre sí y se mataron. Vashra sería quien mantendría la dinastía viva.

## Genealogía inventada
A partir de los datos del Majábharata (hacia el siglo III a. C.), la familia real de Yaisalmer generó una «genealogía» que los convertía en descendientes directos del dios Krisná, lo que refrendaba el origen divino de su reinado.
- Krisná
- Pradiumna
- Aniruddha
- Vashra (cuando toda la dinastía Yadu [la familia de Krishná] fue destruida, solo Vajra sobrevivió).
- Pratibahu (según el Bhágavata-purana, el hijo de Vajra se llamaba Pratibahu; su hijo fue Subahu; cuyo hijo fue Santasena, cuyo hijo fue Satasena).
- Ugrasena
- Surasena
- Sukhen
- Nabhbahu
- Subahu
- Rajkunwar
- Gajbahu (fundador de la aldea de Ghazni, en la actual Afganistán; este pequeño mercado fue mencionado por el escritor grecoegipcio Claudio Ptolomeo (90-168 d. C.).
- Rajsen
- Pratbahu
- Duttbahu
- Bahubal
- Subhay
- Devarnath
- Prathisah
- Mahipath
- Marjadpati (dictó las leyes del maryada [forma de vida] hindú).
- Sawaysen
- Sursen
- Udeysen
- Aparajit
- Kanaksen
- Sugansen
- Madhwanjit
- Kiratsen
- Bhagwansen
- Vidurath
- Vikramsen
- Kumodsen
- Virajpal
- Vajit
- Muratpal
- Rukamsen
- Kanaksen
- Uttrasen
- Sawayatsen
- Pratsen
- Ramsen
- Sehdev
- Devsavay
- Sankardev
- Surajdev
- Pratapsen
- Awanijit
- Bhimsen
- Chandrasen
- Jagsuwan
- Ven
- Devjas
- Mulraj
- Raidev
- Satrav
- Devnand
- Jagbhoop
- Budh
- Rohitas
- Paratsen
- Mohnat pal
- Vasudev
- Albhan
- Virsen
- Subhev
- Suratsen
- Gunpayog
- Jagmal
- Bheemsen
- Tejpal
- Bhupatsen
- Rasanrup
- Chandrasen
- Moolman
- Lalman
- Sarangdev
- Devrath
- Jaspath
- Hanspath
- Diwakar
- Bharmal
- Khuman
- Arjan
- Jujsen (perdió Gazni ante invasores islámicos).
- Gajsen (recapturó Gazni).
- Salvahan
- Baland
- Bhati (fundador de la dinastía Bhati), reinó en Afganistán, Pakistán, todo Panyab, Sindh, Thar y Jangladesh junto con la región de Mathurá).
- Bhupat
- Bhim
- Satorav
- Khemkaran
- Narpat (perdió Gazni ante los turcos).
- Vaju
- Gaju (recapturó Gazni).
- Lomanrav (rey de Lahore), la guerra unió a todas las fuerzas musulmanas de Irak, Irán, Turquía y Arabia, que atacaron conjuntamente Gazni. Lomanrav luchó y murió en la batalla. Esta fue la última vez que los bhati rajputs gobernaron Gazni, Lahore y Panyab occidental.
- Rensi (construyó la capital en Bhatia, cerca de Lahore, y se limitó al área de Thar y Punjag).
- Bhojsi
- Mangalrav
- Mandayrav
- Sursen
- Raghurav
- Mulraj
- Udeyrav
- Majhanrav
- Kehar
- Tanurav o Tanot (hizo su segunda capital en Tarnot, que en la actualidad se encuentra en la frontera entre la India y Pakistán, 200 km al oeste de Jaisalmer.
- Vijayrav Chundala (luchó contra Mahmud Gaznavi), los bhatis quedaron restringidos a Rajputana occidental y Panyab).
- Devraj, hizo su nueva capital en Deravar (Pakistán). Murió luchando contra los turcos.
- Mundh, hizo su nueva capital en Laudrava, cuyas ruinas se encuentran cerca de la ciudad de Jaisalmer y es una atracción turística.
- Vachhu
- Dusash, último rey de Laudrava.
- Vijayraj Lanjha hijo menor de Dusash. Fue asesinado por Rawal Jaisal, quien obtuvo el trono de los bhati rajputs.
- Rawal Yaisal, fundador de la ciudad de Yaisalmer.